# Tylodiplax tetratylophora
Tylodiplax tetratylophora is een krabbensoort uit de familie van de Camptandriidae. De wetenschappelijke naam van de soort is voor het eerst geldig gepubliceerd in 1895 door de Man.